# Sm'Aesch Pfeffingen
Sm'Aesch Pfeffingen är ett volleybollag (damer) från Aesch och Pfeffingen i Schweiz. Klubben bildades 2000 genom en sammanslagning av VBC Aesch och VBC Pfeffingen. Laget har sedan säsongen 2004-2005 spelat i Nationalliga A, den högsta serien i det schweiziska seriesystemet. Klubben har som bäst blivit tvåa, vilket de blivit flera gånger